# Jean-Philippe II de Leiningen-Dagsbourg-Hartenbourg
Jean-Philippe II de Leiningen-Dagsbourg-Hartenbourg (en allemand Johann Philipp IIème von Leiningen-Dagsburg-Hartenburg) est né à Hartenbourg (Comté de Linange-Dagsbourg-Hartenbourg) le 26 avril 1588 et est mort dans la même ville le 25 mai 1643. Il est un noble allemand, fils du comte de Emich XII de Leiningen-Dagsbourg (1562-1607) et de Marie-Élisabeth de Deux-Ponts (1561-1629).

## Mariage et descendance
Le 19 janvier 1620 il se marie à Hartenbourg avec Élisabeth de Leiningen-Dagsbourg (1586-1623), fille d'Henri XI (1540-1593) et de Ursule de Fleckenstein (1553-1595). Le couple a trois enfants :
- Frédéric-Henri de Leiningen-Dagsbourg-Hartenbourg (1621-1698), marié avec Sybille de Waldeck-Wildungen (1619-1678).
- Jean-Philippe III (1622-1666).
- Adolphe-Christian (1623-1645)

Sa femme meurt peu après la naissance de son troisième fils. Il se remarie le 22 février 1626 avec Anne-Julienne de Salm-Kyrbourg (1584-1640), fille de Othon de Salm-Kyrbourg (1538-1607) et de Otília de Nassau-Weilbourg (1546-1607), avec qui il a une fille, Anne-Marie (1634-1637).
Veuf une nouvelle fois, il se remarie le 11 juin 1642 avec Anne-Élisabeth d'Oettingen-Oettingen (1603-1673), fille du comte Louis-Eberhard (1577-1634) et de Marguerite d'Erbach (1576-11635).